# Laboratoire ICT
Pour les articles homonymes, voir ICT.
 (décembre 2011).
Si vous disposez d'ouvrages ou d'articles de référence ou si vous connaissez des sites web de qualité traitant du thème abordé ici, merci de compléter l'article en donnant les références utiles à sa vérifiabilité et en les liant à la section « Notes et références ».
Le laboratoire ECHELLES, anciennement ICT fondé en 1992, est un laboratoire de recherche pluridisciplinaire Université de Paris Cité.
Situé 8 place Paul Ricoeur dans le 13e arrondissement de Paris sur le Campus des Grands Moulins.

## Présentation
Le laboratoire ECHELLES, anciennement ICT, (Europe États-Unis Empires-Post-Empires, Cultures, Histoire, Littératures, Longue Durée et Sciences Sociales) est une unité de recherche interdisciplinaire spécialisée dans l'étude des dynamiques historiques, culturelles et sociales des sociétés européennes, nord-américaines et des (ex-)empires. Il est rattaché à des sections du CNRS (sections 33, 35, et également les sections 32 et 40), et regroupe des chercheurs en histoire, sciences politiques, sociologie, anthropologie, littérature, arts et cultures visuelles.

## Objectifs et recherches
Le laboratoire se propose de repenser l’histoire et les imaginaires associés aux sociétés européennes et nord-américaines ainsi qu’aux empires anciens et actuels. Il adopte une approche pluridisciplinaire en explorant des thématiques variées comme les conflits, les inégalités sociales, les rapports de genre et de race, les sciences et savoirs, les mondes populaires, la santé, ainsi que la littérature et les arts visuels. ECHELLES privilégie une analyse polycentrique, prenant en compte différentes perspectives géographiques et historiques pour éviter toute simplification rétrospective.